# Matignon
Matignon è un comune francese di 1 704 abitanti situato nel dipartimento delle Côtes-d'Armor nella regione della Bretagna.

## Storia

### Simboli
Lo stemma comunale riprende il blasone della famiglia Matignon (sec. XIII).

## Società

### Evoluzione demografica
Abitanti censiti